# EBSCO Industries
EBSCO Industries es una corporación privada ampliamente diversificada, y la mayor agencia mundial de suscripciones mundial con sede en Birmingham, Alabama. Fue fundada en 1944 por Elton Bryson Stephens (de ahí el acrónimo EBSCO: Elton B. Stephens COmpany). EBSCO es la compañía privada más grande de Alabama y una de las 200 más importantes de Estados Unidos, por el beneficio y el número de empleados, según la revista Forbes. En 1997 las ventas superaron los mil millones de dólares. En 2006 las ventas superaron los dos mil millones de dólares. EBSCO es una compañía diversificada que incluye más de 30 empresas:
- Edición de Bases de datos bibliográficas  de artículos de revista.
- Líder mundial en gestión de suscripciones electrónicas y en papel.
- Proveedor de suscripciones sirviendo a más de 50.000 bibliotecas en todo el mundo.[3]
- Mayor fabricante mundial de cebo de pesca.
- Fabricación de vigas de acero y laminados de metal para tejados.
- Promociones inmobiliarias.

## Historia
Elton Bryson Stephens ganó dinero para asistir a la universidad (estudió en el Birmingham Southern College) vendiendo revistas puerta a puerta. Pronto se convirtió en un administrador de ventas y comenzó a contratar vendedores y a enviarlos por todo el país vendiendo suscripciones de revista. En 1936, Stephens se licenció en Derecho por la Universidad de Alabama, pero decidió que la gestión de ventas era más rentable que la práctica de la abogacía. En 1944, Stephens se asoció con su esposa, Alys Robinson Stephens, para vender suscripciones de revista, carpetas personalizadas y revisteros al ejército estadounidense. La llamaron "Compañía de servicios militares", y en la siguiente década adquirieron otras varias empresas que finalmente se combinaron en EBSCO Industries Inc.

## Compañías de EBSCO
- Servicios de Información
  - EBSCO Information Services
  - EBSCO Servicios de Suscripción
  - EBSCO Ediciones
- Servicios Generales
  - Compañía de servicios militares
  - Servicio Vulcan
  - EBSCO Servicios de libros
  - Magazine Express
  - Magazines para educadores
  - Grand View Media Group
  - S.S. Nesbit & Co
  - EBSCO Grupo de Profesionales Asociados
  - EBSCO TeleServicios
  - EBSCO Productos Promocionales
  - EBSCO Servicios de Suscripciones
  - Promoción editorial y Logística
  - MetaPress
  - Depósito editorial

- Inmobiliarias
  - Mt Laurel
  - Alys Beach

- Manufacturas
  - PRADCO Marcas extranjeras
  - Knight and Hale Game Calls
  - Code Blue
  - Carry-Lite Decoys and Accessories
  - Knight Rifles Modern Muzzleloaders
  - Green Mountain Rifle Barrel Company
  - Summit Treestands
  - Moultrie Feeders
  - Wingscapes BirdCam
  - PRADCO-Fishing
  - Valley Joist
  - EBSCO Media
  - Four Seasons and Vitronic
  - H. Wilson Company
  - Luxor (muebles de oficina)
  - Vulcan Industries
  - Vulcan Information Packaging
  - Wayne Industries
  - Tinker Business Forms
  - NSC International
  - Siegel Display Products
  - B2B Essentials

La división MetaPress suministra un sistema global de gestión de contenidos en línea y un sistema de alojamiento para editoriales académicas, también llamado MetaPress. En 2007, es la mayor compañía de alojamiento web para contenido académico, incluyendo bases de datos bibliográficas y colecciones de publicaciones periódicas de ciencias sociales, ciencias, tecnología, y medicina: Web of Knowledge, Web of Science, EBSCOhost...